# George Waldo State Park
George Waldo State Park (auch: George C Waldo State Park) ist ein State Park im US-Bundesstaat Connecticut auf dem Gebiet der Gemeinde Southbury am Ostufer des Lake Lillinonah.
Der kaum ausgebaute Park bietet Möglichkeiten zum Wandern, Reiten, Angeln und Jagen.

## Geographie
Das Gelände wird im Großen und Ganzen von einem Hügel bestimmt, der sich bis auf 125 m (410 ft) über dem Meer erhebt. Ein Zufluss des Purchase Brook, der selbst nach kurzer Strecke in den Housatonic River mündet, führt nach Norden. 
Vor allem der Great Woods Walk ist ein beliebter Wanderweg.
Auf dem gegenüberliegenden Ufer des Lake Lilinonah liegt der Upper Paugussett State Forest.